# Степа Степанович
Степа Степанович (на сръбски: Степа Степановић) е сръбски офицер (войвода), участник във войните на Сърбия от 1876-1878, 1885 и 1912-1918 година.

## Биография
Степа Степанович е роден на 12 март 1856 година в Кумодраж, Княжество Сърбия. През 1874 година постъпва в Белградската артилерийска школа, завършва през 1876 и същото лято взема участие във военните действия срещу турците като командир на рота. По време на втората война с турците през зимата на 1877-1878 е вече командир на батальон от така наречената „Народна войска“. В периода 1883-1884 година служи като адютант на пехотен полк, след което до 1886 година е ротен командир, като по време на Сръбско-българската (1885) е командир на чета от Шумадийската дивизия.
През 1886 година Степанович е командирован в Генералния щаб на сръбската армия, където служи до 1888 година. След това до 1889 година заема длъжността адютант на началника на Генералния щаб. Същата година е назначен за началник-щаб на дивизионна област, на който пост служи до 1895. Междувременно от 1892 до 1893 година е командир на пехотен батальон. След напускането на длъжността началник-щаб на дивизионна област отново е командир на батальон до 1896 година.
През 1896 година Степанович е назначен за началник на отдела на общовойсковото отделение към Военното министерство на Кралство Сърбия. През 1897 година поема командването на пехотен полк, а от 1898 година е началник-щаб на действащата армия. През следващата година е назначен за началник на общото отделение към Военното министерство. През 1900 година вече е командир на пехотна бригада, на която длъжност е до 1902 година, за кратко служи като помощник на началника-щтаба действащата армия и още същата година е назначен за помощник началник на главния щаб.
През 1903 година е началник на общовойсковото отделение към Военното министерство и още същата година става командир на Шумадийската дивизионна област. В периода 1908 – 1912 година Степанович е военен министър на Кралство Сърбия, а от 1909 година е и командващ на Моравската и по-късно на Дринската дивизионна област.
По време на Балканската война (1912 - 1913) генерал Степанович командва Втора сръбска армия. Той е единственият чужденец сред 9-те генерали, наградени с български военен орден „За храброст“ II степен за заслугите си в Балканската война.
През Първата световна война (1914 - 1918) е заместник началник-щаб на Върховното командване и командващ на Втора сръбска армия. По време на боевете през 15-24 август 1914 година, неговата част нанася поражение на 8-и и част от 13-и корпус на австро-унгарската армия, като ги изтласква на територия на Австро-унгарската империя.
През 1914 година Степа Степанович е произведен в чин войвода (съответстващ на званието фелдмаршал). През същата година командва едновременно 2-ра армия и Тимошките войски. Ръководи бойните действия против 1-ва българска армия. Ръководи действията на армията на Солунския фронт, която настъпва по главното направление и приема капитулацията на българската армия. Ръководи армията до преобразуването ѝ през 1919 година във 2-ри армейски отдел.
През 1919 година войвода Степа Степанович излиза в запас. Умира 29 април 1929 година в Чачак, Югославия.

## Награди
- Военен орден „За храброст“ II степен (Балканска война)
- Сръбски орден „Таково“
- Руски орден „Св. Станислав“ III степен